# Laubach (Hesse)
Laubach é um município da Alemanha, situado no distrito de Gießen, no estado de Hesse. Tem 97,01 km² de área, e sua população em 2019 foi estimada em 9.598 habitantes.